# البيرتو شيري
البيرتو شيري (بالإيطالية: Alberto Cerri)‏ (16 أبريل 1996 إيطاليا - ) هو لاعب كرة قدم إيطالي، يلعب كمهاجم.

## روابط خارجية
- البيرتو شيري على موقع الاتحاد الدولي (مؤرشف)  (الإنجليزية)
- البيرتو شيري على موقع الاتحاد الأوربي (الإنجليزية)
- البيرتو شيري على موقع قاعدة بيانات كرة القدم.إي يو (الإنجليزية)
- البيرتو شيري على موقع Soccerbase.com (لاعب) (الإنجليزية)
- البيرتو شيري على موقع Soccerway.com (الإنجليزية)
- البيرتو شيري على موقع عالم كرة القدم.نت (الإنجليزية)
- البيرتو شيري على موقع AS.com (الإسبانية)
- البيرتو شيري على موقع GSA (الإنجليزية)